# Павловце (Вранов на Топлој)
Павловце (слч. Pavlovce) насељено је мјесто са административним статусом сеоске општине (слч. obec) у округу Вранов на Топлој, у Прешовском крају, Словачка Република.

## Становништво
| Година:    | 1994. | 2004.    | 2014.   | 2024.   |
| ---------- | ----- | -------- | ------- | ------- |
| Број људи: | 625   | 716      | 762     | 836     |
| Разлика:   |       | +14,56 % | +6,42 % | +9,71 % |

| Година:    | 2023. | 2024.   |
| ---------- | ----- | ------- |
| Број људи: | 837   | 836     |
| Разлика:   |       | -0,11 % |

Према подацима о броју становника из 2024. године насеље је имало 836 становника.